# Magnus Andersson (fotbollsspelare)
Magnus Erik Lennart Andersson, sedan 2025 Magnus Hillkander, född 27 april 1981 i Åsenhöga, är en svensk tidigare fotbollsspelare.

## Karriär
Anderssons moderklubb är Hillerstorps GoIF i den lilla småländska orten Hillerstorp. Därifrån gick han till IFK Värnamo, där Jonas Thern var tränare. När Thern inför säsongen 2002 värvades till allsvenska Halmstads BK tog han med sig Andersson och lagkamraten Patrik Ingelsten, även han ursprungligen från Hillerstorp, till Halmstadsklubben. 2002 fick Andersson även chansen i U21-landslaget. Totalt kom han att göra 80 allsvenska matcher under sina fem säsonger i HBK. Stora delar av säsongerna 2005 och 2006 missade han dock på grund av två på varandra följande korsbandsskador.
Inför säsongen 2007 bytte Andersson klubb igen och gick till Trelleborgs FF. Han var mellan 2015 och 2017 spelande assisterande tränare för klubben. I januari 2017 förlängde han sitt kontrakt som spelare med ett år samt sitt kontrakt som assisterande tränare med två år. Efter säsongen 2017 avslutade Andersson sin spelarkarriär. Under säsongen 2018 fick han dock göra comeback på grund av skadebekymmer i Trelleborg FF:s backlinje.